# Karang Rejo (Gajah Mungkur)
Karang Rejo is een bestuurslaag in het regentschap Semarang van de provincie Midden-Java, Indonesië. Karang Rejo telt 6717 inwoners (volkstelling 2010).